# Kuş
L'île de Kuş (en turc Kuş Adası), connue également sous le nom d'île d'Arter (en arménien : Առտեր կղզի), est une île turque située dans le lac de Van, en Anatolie orientale (auparavant, Arménie occidentale). 

## Description

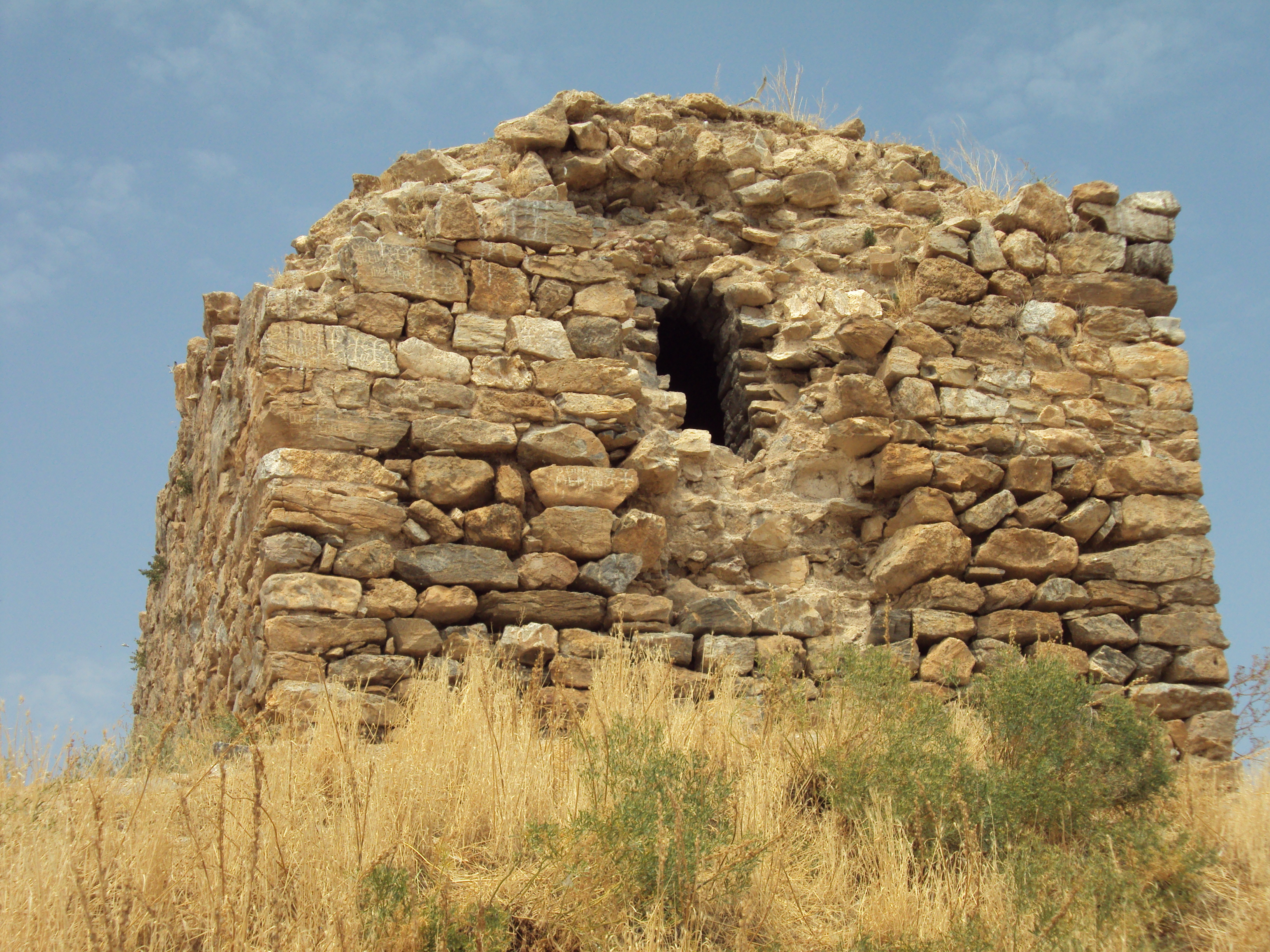
Ruines du monastère arménien.

L'île, inhabitée, se trouve à environ quatre kilomètres au nord-ouest de l'île d'Akdamar ; elle comporte les ruines d'un monastère arménien construit autour du XIIIe siècle et abandonné à la fin du XVIIIe siècle,,. 